# Той не умира
„Той не умира“ е български документален филм от 1949 година за погребението на Георги Димитров. Сценарият и режисурата са на Борис Грежов и Румен Григоров. Оператори са Васил Бакърджиев, Георги Дуров, Васил Холиолчев, Константин Кисьов, Стефан Петров, Жеко Русев, Янко Шахов и Димитър Тренев.